# ۵۰۸ (میلادی)
۵۰۸ (میلادی) پانصد  و هشتمین سال تقویم میلادی است.

## درگذشتگان
‎